# Archiv der deutschen Frauenbewegung
Das Archiv der deutschen Frauenbewegung (AddF) in Kassel ist ein außeruniversitäres Zentrum zur Überlieferung und Erforschung der Geschichte von Frauen und Frauenbewegungen in Deutschland zwischen 1800 und 1970. Zu diesem Zweck unterhält das AddF eine Spezialbibliothek, ein Archiv und eine Forschungsstelle. Darüber hinaus ist es eine Bildungs- und Kultureinrichtung und gibt zweimal jährlich eine eigene Zeitschrift, „Ariadne – Forum für Frauen- und Geschlechtergeschichte“, sowie unregelmäßig eine eigene Schriftenreihe heraus. Finanziert wird die Einrichtung über eine Stiftung, eine institutionelle Förderung seitens des Landes Hessen und der Stadt Kassel sowie über Drittmittel und einen Förderverein, die „Freundinnen des Archivs der deutschen Frauenbewegung“.

## Geschichte
Anfang der 1980er Jahre entstand mehr und mehr ein Bewusstsein dafür, dass die Geschichte der alten Frauenbewegung des 19. und beginnenden 20. Jahrhunderts in Vergessenheit zu geraten drohte, weil die Quellen der Bewegung nur rudimentär bewahrt wurden. Zu dieser Zeit gab es Archive einiger größerer Frauenverbände, und Teile der proletarischen Frauenbewegung fanden sich in Archiven der Arbeiterbewegung. Auch für die Neue Frauenbewegung, die ab den 1970er Jahren aktiv war, hatten sich erste Archive gegründet. Ein Archiv, welches Informationen zur „Alten“ Frauenbewegung und ihren Protagonistinnen sammelte, seien sie nun bürgerlich oder sozialistisch, konfessionell gebunden oder nicht, „radikal“ oder „gemäßigt“, existierte (noch) nicht.
Aus der Motivation, endlich eine solche Einrichtung zu gründen, entstand das Archiv der deutschen Frauenbewegung. Es ist eine Einrichtung, die als Projekt in der politischen Aufbruchsstimmung der 1980er Jahre gegründet wurde und in der politischen und sozialen Ethik der Frauenbewegung verankert war und ist. Die Gründung folgte dem Ideal einer feministischen Institution, in welcher neben dem eigentlichen Arbeitsgebiet auch das gesellschaftliche Ziel einer geschlechtergerechten Lebens- und Arbeitsweise verfolgt werden sollte. Anlass der Gründung war, die Geschichte der Frauenbewegung und die Bereitstellung dieser Geschichte zu Forschungs- und Bildungszwecken zu bewahren und die verschiedenen Flügel der Frauenbewegung als gesellschaftlich wichtige Strömungen sowohl in der gesellschaftlichen Wahrnehmung als auch in der Wissenschaft zu verankern.
Im Februar 1983 wurde der Verein Archiv der deutschen Frauenbewegung gegründet, am 8. März 1984 (Internationaler Frauentag) die Einrichtung eröffnet. Zur Initiatorin Sabine Hering gesellte sich schnell eine Gruppe von Geistes- und Sozialwissenschaftlerinnen aus der neuen Frauenbewegung der 1970er Jahre, die alle in Kassel ansässig waren und sich an der dortigen Gesamthochschule Kassel, heute Universität Kassel, oder als Lehrerinnen mit der Frauenbewegung des 19. Jahrhunderts beschäftigt hatten.
Die Gründungsprämisse war, eine Einrichtung von Frauen für Frauen zu schaffen. Die Arbeitsorganisation sollte ohne formale Hierarchie auskommen, alle sollten gleich bezahlt werden – auch für gesellschaftlich unterschiedlich bewertete Arbeit –, es sollte nach wie vor eine Einbindung in die Bewegung stattfinden und hier gemeinsame politische Aktionen geplant und gegenseitige Unterstützung erreicht werden. Die Gruppe der ersten Aktivistinnen des Kasseler Archivs setzte sich eher heterogen zusammen. Das verbindende Element aller war das gemeinsame Interesse an der Entdeckung der Geschichte des eigenen Geschlechts.
Bereits im Gründungsjahr wurde die erste Lesung zu Leben und Werk von Franziska zu Reventlow präsentiert, ein Jahr später (1985) die erste Nummer der Zeitschrift Ariadne, die bis heute in ununterbrochener Reihe erscheint. Damit gehört die Ariadne zu einer der ältesten Frauengeschichtszeitschriften in Deutschland. 1986 erschienen auch die ersten Forschungsergebnisse, die in der eigenen Publikationsreihe veröffentlicht wurden. Untersucht wurde im ersten Band die Rolle der deutschen Frauen in der internationalen Frauenfriedensbewegung zwischen 1892 und 1933.
Erfolgte in den ersten Jahren die Arbeit der Einrichtung vor allem ehrenamtlich und durch Projektfinanzierungen, so wird die Stiftung AddF heute institutionell vom Land Hessen und von der Stadt Kassel gefördert. Darüber hinaus werden Drittmittel für konkrete Projekte eingeworben. 1992 wurde ein Unterstützerinnenkreis, die „Freundinnen des Archivs der deutschen Frauenbewegung e. V.“, ins Leben gerufen, dem inzwischen über 150 Frauen angehören. 1996 zog die Einrichtung in ein größeres Haus in die Gottschalkstraße, wo sie bis heute ansässig ist. 1997 wurde die erste eigene Homepage freigeschaltet, seit 2000 können Nutzende online über den OPAC in den Beständen der Einrichtung recherchieren.
Im Jahr 2003, am Internationalen Frauentag wurde die Stiftung ins Leben gerufen. Sie löste in den nächsten Jahren den Verein ab, der zum 1. Januar 2005 aufgelöst wurde.
Heute ist die Stiftung Archiv der deutschen Frauenbewegung die größte und einzige Einrichtung zur Geschichte der Frauenbewegung in Deutschland. Sie ist auf ihrem Gebiet zu einer der wichtigsten (Forschungs)Institutionen in Deutschland geworden. Die Sammlungsbestände wachsen kontinuierlich – inzwischen musste ein Außendepot hinzugemietet werden.

## Aufgaben

### Pflege der Sammlungen
Ziele der Stiftung sind zum einen Sicherung, Pflege und Ausbau seiner einzigartigen Sammlungen zur Geschichte von Frauen und Frauenbewegungen in Deutschland zwischen 1800 und 1970 (teilweise darüber hinaus). Das AddF steht dabei in engem Austausch mit anderen archivarischen und bibliothekarischen Fachorganisationen, unter anderem mit i.d.a. – informieren, dokumentieren, archivieren, dem Dachverband der deutschsprachigen FrauenLesbenarchive, -bibliotheken und -dokumentationsstellen, oder dem „Arbeitskreis Überlieferungen der Neuen Sozialen Bewegungen“ im Verband deutscher Archivarinnen und Archivare, an dessen Gründung das AddF maßgeblich beteiligt war.
Als Einrichtung der wissenschaftlichen Infrastruktur stellt das AddF seine Bestände für die Forschung und Bildung bereit und bietet sich als außerschulischer Lernort an.

### Forschung
Zum anderen betreibt das AddF ein Forschungsinstitut, das Projekte im Bereich der historischen Frauen- und Geschlechtergeschichte initiiert, selbst bearbeitet oder unterstützt. Dazu ist es bundesweit mit anderen Forschungseinrichtungen und Universitäten vernetzt und kooperiert mit der Interdisziplinären Arbeitsgruppe Frauen- und Geschlechterforschung (IAG FG) der Universität Kassel und dem Arbeitskreis Historischer Frauen- und Geschlechterforschung (AKHFG).

### Bildungs- und Kulturarbeit
Neben der Forschung will das AddF mit seiner Bildungs- und Kulturarbeit (Publikationen, Vorträge, Seminare, Tagungen, Veranstaltungsreihen, Führungen, Ausstellungen etc.) die Bedeutung der Frauengeschichte stärker im öffentlichen Bewusstsein verankern und die langen Linien zu heutigem Frauenleben aufzeigen. Insgesamt möchte das AddF mit seiner Arbeit dazu beitragen, dass gesellschaftliche Vorurteile, die dazu führen, dass Leistungen von Frauen nicht gleichberechtigt neben die von Männern gestellt werden, abgebaut werden.

## Arbeitsbereiche
Es gibt vier Arbeitsbereiche: die Sammlungen mit Archiv und Spezialbibliothek, die Forschungsstelle, die Publikationen und die Bildungs- und Kulturarbeit.

### Sammlungen
Das AddF sammelt und bewahrt einzigartige Materialien zu Frauenbewegungen und Frauengeschichte aus der Zeit von 1800 bis zum Ende der 1960er Jahre, in bestimmten Bereichen (Frauenverbände und Kasseler Frauengruppen) auch bis in die Gegenwart. Dabei werden gleichermaßen alle Phasen und Erscheinungsformen der organisierten Frauenbewegung beachtet. Neben den Originalquellen wird auch die Rezeptionsgeschichte bis heute dokumentiert. Durch die kontinuierliche formale wie inhaltliche Erschließung werden diese Quellen für Wissenschaft und Forschung verfügbar gemacht und damit ein Beitrag zur Überlieferung weiblichen Wirkens in der Geschichte geleistet.

#### Das Archiv
Im Archiv sind folgende Bestandsgruppen zu finden:
- Nachlässe von Frauen
- Aktenbestände von Vereinen, Gruppen oder Institutionen
- Archivarische Sammlungen zu Personen, Körperschaften und Themen
- Fotoarchiv
- Pressedokumentation zu Personen und Themen

Besonders bekannt sind der Nachlass der Kasseler Juristin Elisabeth Selbert, die maßgeblich dafür sorgte, dass Artikel 3, Absatz 2 „Männer und Frauen sind gleichberechtigt“ im Grundgesetz verankert wurde, und die Aktenbestände des Deutschen Evangelischen Frauenbundes. Beide Bestände sind vollständig erschlossen und können über Onlinefindbücher bzw. über die Datenbank des AddF im Netz recherchiert werden.

#### Die Spezialbibliothek
Mit seiner Bibliothek verfügt das AddF über den umfassendsten Bestand zur Geschichte von Frauen und Frauenbewegungen in Deutschland. Gesammelt werden Bücher, Periodika (Zeitschriften, Jahrbücher etc.), Mikrofiches, elektronische Ressourcen und Graue Literatur. Alle Titel sind vollständig inhaltlich und formal erschlossen und in einer Datenbank erfasst. Sie können online über den OPAC recherchiert werden und stehen Nutzenden in der Präsenzbibliothek zur Verfügung. Besonders hervorzuheben ist der umfangreiche Periodika- und Broschürenbestand, in dem sich die Diskussionen der Frauenbewegungen in umfassender Art widerspiegeln; er gibt Auskunft u. a. zum Frauenstimmrecht, zu Sittlichkeit, zu Frauenberufen und -arbeit, zu (internationalen) Frauenkongressen, zu internationaler Zusammenarbeit zur Frauenfriedensbewegung und vielem mehr. Die Periodikabestände sind über die eigene Datenbank hinaus auch in der zentralen Zeitschriftendatenbank nachgewiesen.

### Forschungsstelle
Ein zentrales Anliegen des AddF ist es, die Geschichte der deutschen Frauenbewegung in all ihren Facetten und Ausprägungen zu erforschen und so die Bedeutung dieser Bewegung bekannter zu machen. Zu diesem Zweck führt die Einrichtung eigene Forschungsprojekte durch und arbeitet mit anderen Forschungseinrichtungen zusammen. Dabei werden sowohl historische als auch sozialwissenschaftliche, politikwissenschaftliche und philosophische Fragestellungen der Frauen- und Geschlechtergeschichte bearbeitet. Finanziert werden alle Forschungsprojekte über Drittmittel, die eigenständig eingeworben werden. Im Laufe der Jahre sind eine Vielzahl von Forschungsprojekten durchgeführt und wichtige Publikationen vorgelegt worden. Dabei gibt es thematische Zugänge, wie z. B. bei dem Projekt zum Antisemitismus in der bürgerlichen Frauenbewegung oder zu den Potentialen von Frauenverbänden bei der Karriereplanung. Oder biographische Arbeiten, so zum Beispiel Arbeiten zu Marie Stritt, Sophie Henschel, Helene Stöcker, Nora Platiel oder Elisabeth Selbert. Zusammen mit der Bundeszentrale für politische Bildung wurde im Jahr 2008 ein Internetdossier zur Geschichte der Frauenbewegung in Deutschland vorgelegt.

### Publikationen
Seit 1985 gibt das AddF eine eigene Zeitschrift, „Ariadne. Forum für Frauen- und Geschlechtergeschichte“ (Untertitel bis Heft 37/38.2000: Almanach des Archivs der deutschen Frauenbewegung), heraus. Sie erscheint seit 1985 dreimal, seit 1990 zweimal jährlich (Mai und November). Jedes Heft ist einem Themenschwerpunkt gewidmet. Seit 1986 erscheint auch die hauseigene Schriftenreihe in unregelmäßigen Abständen. In ihr werden Ergebnisse von Forschungsprojekten publiziert, aber auch bibliographische Hilfsmittel wie etwa Registerbände zu Zeitschriften. Zum 10-jährigen Bestehen des Archivs der deutschen Frauenbewegung wurde ein Sonderband herausgegeben.

### Bildung und Kultur
Mit seiner vielfältigen Bildungs- und Kulturarbeit will das AddF in der Öffentlichkeit ein stärkeres Bewusstsein für Frauengeschichte wecken und die vielverzweigten Wurzeln heutigen Frauenlebens in der Geschichte sichtbar machen. Das Themenspektrum ist dabei ebenso breit wie das der Frauenbewegung. Die Präsentationsformen reichen von Vorträgen, Seminaren, Tagungen, Veranstaltungsreihen und Archivführungen bis hin zu Autorinnenlesungen, Konzerten, Ausstellungen und Stadtführungen. Der Förderverein, die „Freundinnen des Archivs der deutschen Frauenbewegung“, organisiert jährlich eine Lesungsreihe mit Autorinnen aus dem deutschsprachigen Raum. Viele Veranstaltungen werden in Kooperation mit anderen Einrichtungen durchgeführt. Seit 1992 werden Stadtrundfahrten und Stadtrundgänge angeboten.

#### Projekt FrauVerA
FrauVerA (FRAUenVEReineArchivierung) ist ein Projekt der Stiftung Archiv der deutschen Frauenbewegung. Es unterstützt im Rahmen einer Internetpräsentation Frauenvereine und -verbände mit Tipps und Hinweisen bei der Archivierung ihrer Unterlagen. Das Projekt wurde unterstützt vom Bundesministerium für Familie, Senioren, Frauen und Jugend.
FrauVerA erzählt entstand als Teilprojekt in den Jahren 2006 bis 2009 im Zusammenhang mit dem Projekt Bewahren von Erinnerungen – Frauenverbandsarbeit als Motor für politische Teilhabe und Chancengerechtigkeit. Vier Frauenverbände als Beispiel. Dort wurden Tipps und Hinweise für Frauenvereine und -verbände für die Durchführung von Interviews mit Zeitzeuginnen gesammelt und veröffentlicht.

## Ehrungen
- 1991: Kulturförderpreis der Stadt Kassel für die „Aufbauarbeit eines der Öffentlichkeit zugänglichen Archivs, aber auch für die Popularisierung wichtiger kultureller frauenbezogener Themen“.[14]
- 2001: Auszeichnung des Redaktionsteams der Ariadne mit dem Elisabeth-Selbert-Preis des Landes Hessen.[14]
- 2006: Auszeichnung als Ort im Land der Ideen.[15]
- 2008: Verleihung des Hessischen Archivpreises.[14]
- 2011: Aufnahme der Stiftung Archiv der deutschen Frauenbewegung in das Verzeichnis national wertvoller Archive.[16]